# 最上義淳
最上 義淳（もがみ よしあつ）は、出羽の戦国大名。最上氏の第8代当主。
第7代当主・最上満氏の嫡男として生まれる。父の死後、家督を継いで第8代当主となる。出羽中野氏の血を引いていたため中野氏の当主を兼ね、中野城を直轄した。次男の義建に中野氏当主として中野城を与えている。永正元年（1504年）に死去。跡を嫡男の義定が継いだ。